# 妙高高原温泉郷
妙高高原温泉郷（みょうこうこうげんおんせんきょう）は、新潟県南西部に広がる妙高高原に点在する7つの温泉地の総称。
7つの温泉地とは、燕温泉、関温泉、赤倉温泉、新赤倉温泉、妙高温泉、池の平温泉、杉野沢温泉であるが、このうち赤倉温泉と新赤倉温泉は同じ北地獄谷を、妙高温泉と池の平温泉は同じ南地獄谷を源泉としているため、源泉で数えると5つである。

## 歴史
- 1978年5月18日、新赤倉温泉の温泉街が土石流により埋没、旅館や民家等の建物が多数損壊する。死者・行方不明者10人[1]。

- 1980年代後半のスキーブームで各温泉地は賑わいを見ていたが、スキーブームの終焉に伴い徐々に低迷。そうした中、2011年5月に発生した土砂災害により妙高温泉源泉が埋没。石田三成の子孫が経営する妙高ホテルが破産するなどの影響が見られた[2]。

## アクセス
- えちごトキめき鉄道妙高はねうまライン・しなの鉄道北しなの線妙高高原駅
- 上信越自動車道 妙高高原IC